# Вінцентій Шамотульський
Вінцентій Свидва Шамотульський герба Наленч — шляхтич, воєначальник та урядник на руських землях Королівства Польського. Представник роду Шамотульських. 

## Життєпис
У 1414—1423 роках посідав уряд каліського підчашого .
Дідич міста Шамотул, де разом із Доброґостом 1423 року своїм коштом збудували новий цегляний костел.
У червні 1433 року Михайло Бучацький разом із генеральним руським старостою Вінцентієм із Шамотул як представники «панів Коронної Русі» без відома короля уклали перемир'я з подільським та луцьким (Олександром Носом) старостами (представниками Свидриґайла). (за іншими даними, разом з іншими шляхтичами Корони Польської уклав перемир'я до кінця року з Свидриґайлом).
4 вересня 1437 року князь Свидригайло уклав у Львові «провізоричну» угоду з «польськими панами», за якою олеський староста Ян із Сєнна та Олеська та мендзижецький каштелян Вінцентій із Шамотул зайняли Луцьк. За даними Яна Длуґоша, у січні 1438 року вони віддали місто князю Зигмунтові Кейстутовичу. Учасник битва на Мурафі.
Донька Малґожата — дружина князя белзького і мазовецького Казімежа II.